# Alexei Simașchevici
Alexei Simașchevici (n. 27 iunie 1929) este un fizician moldovean, care a fost ales ca membru titular al Academiei de Științe a Moldovei Fost membru PCUS.